# Эт-Тадамун
Эт-Тада́мун (полное название — Эт-Тадамун Эль-Мнихла, التضامن المنيهلة) — город на севере Туниса, входит в состав крупнейшей городской агломерации страны с центром в городе Тунис, фактически являясь его западной окраиной. Образован в 1970-х годах из двух городов - Тадамун (что означает солидарность) и Мнихла.
Административно входит в губернию Арьяна. В 2004 году муниципалитет насчитывал 118 487 жителей , что ставит его на 5-е место по населению в стране.

В ходе революции в Тунисе 2010-2011 годов в Эт-Тадамуне произошли столкновения между демонстрантами и силами безопасности, сообщалось о жертвах.